# Neuer Brunnen

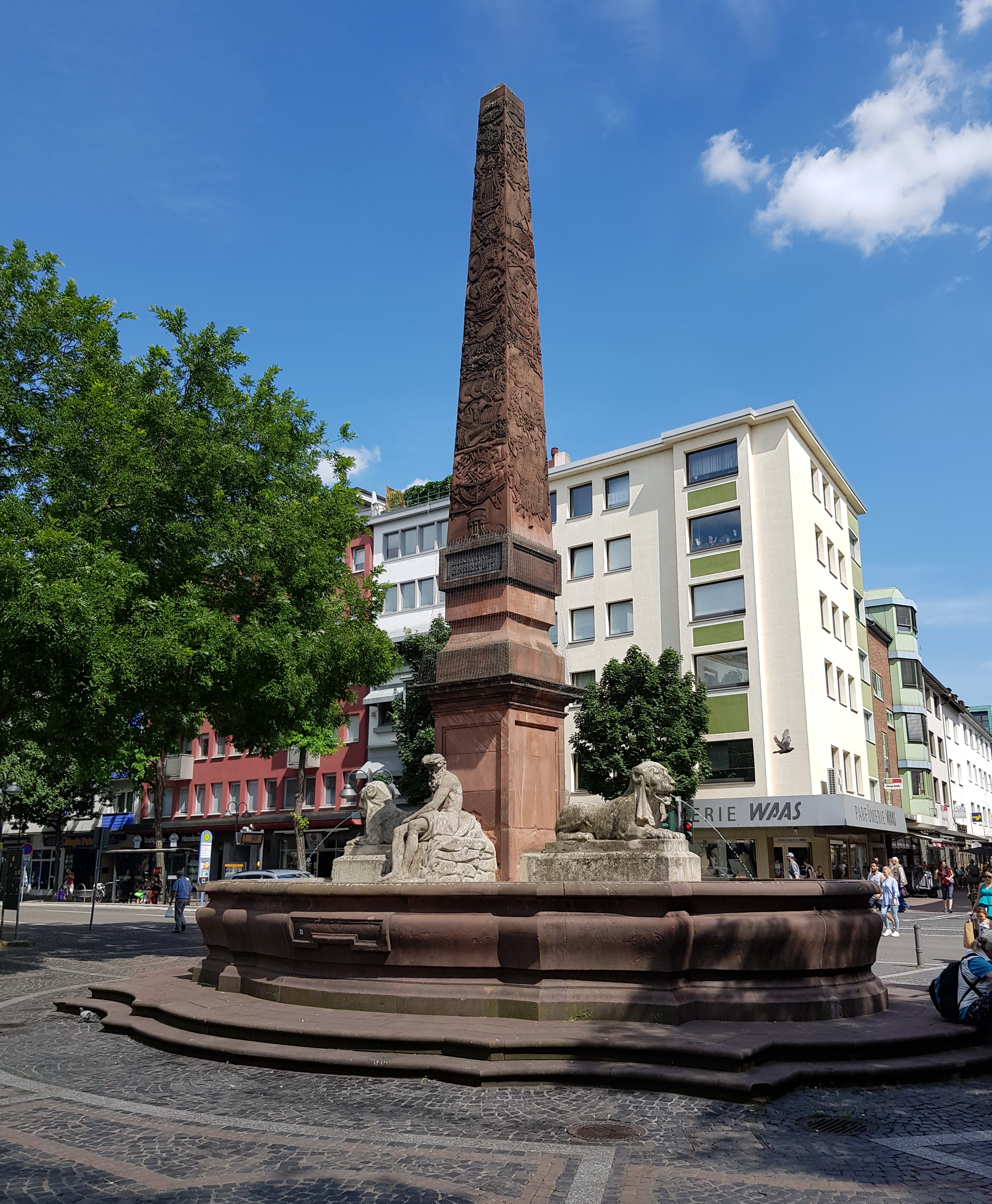
Neuer Brunnen (2021)

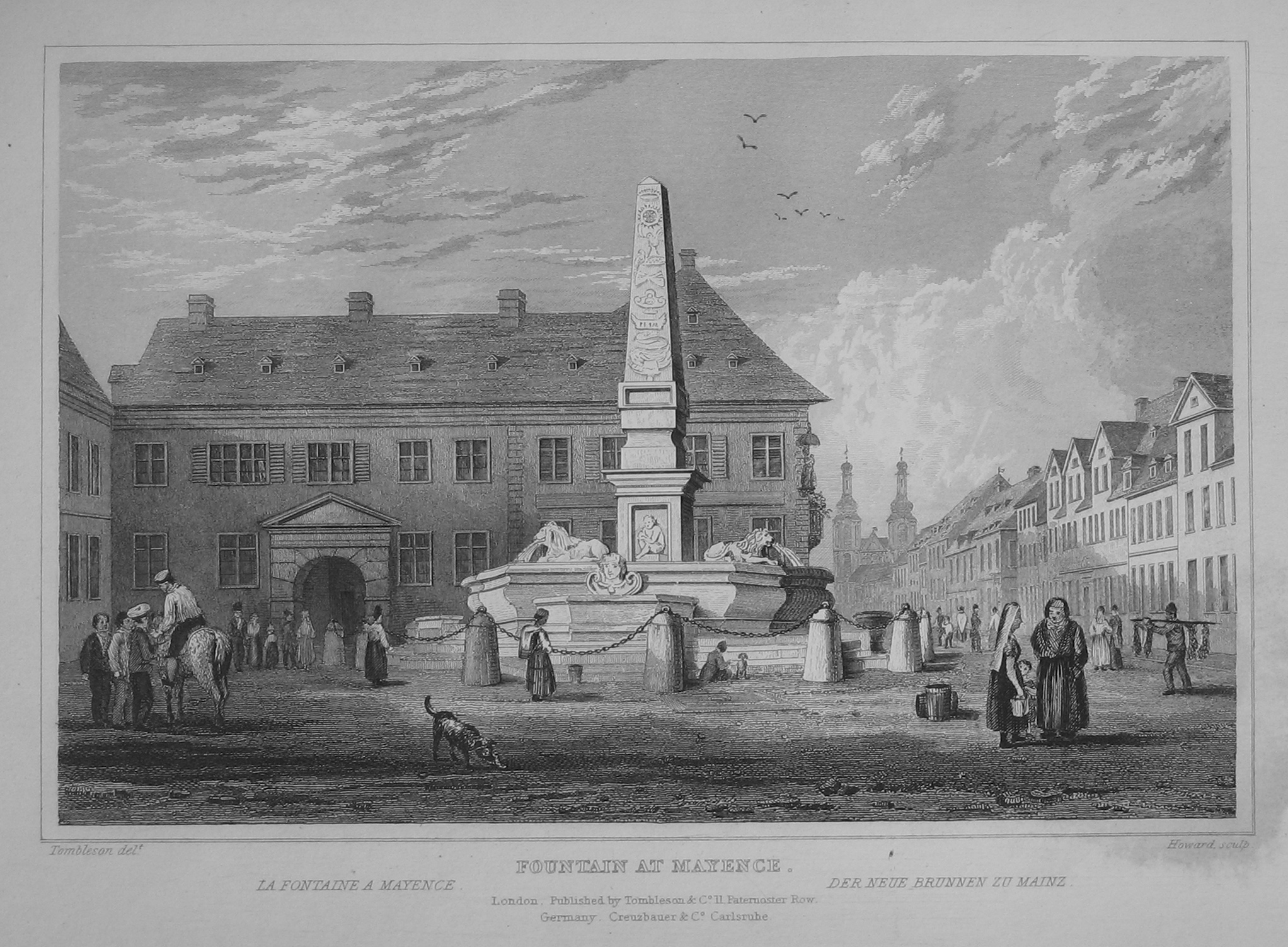
Der Neue Brunnen um 1840

Der Neue Brunnen im Bleichenviertel von Mainz ist ein Bauwerk aus dem Spätbarock. Er wurde im Zeitraum von 1724 bis 1726 von Johannes Weydt (Hofwerk- und Stadtbaumeister unter dem Kurfürsten Lothar Franz von Schönborn) errichtet. Auffälligstes Merkmal des Brunnens ist der ungefähr 12 Meter hohe Obelisk in der Mitte, der mit Flachreliefs zu verschiedenen Themen bedeckt ist. An dessen Sockel befinden sich insgesamt vier Skulpturen, die jeweils zwei Flussgötter und zwei Löwen darstellen. Das ovale Becken und der Obelisk bestehen aus Rotsandstein.
Die Flussgötter (Rhein und Main) wurden 1726 von Franz Matthias Hiernle geschaffen, jedoch tauschte man diese 1877 gegen Kopien aus; die Originale sind seitdem im Landesmuseum Mainz ausgestellt. Von Joseph Scholl stammen die sphinxartigen Löwen aus Savonnières (Kalkstein), die ab 1828 ehemals vorhandene Nymphen ersetzten.
Umfangreiche Sanierungsarbeiten wurden bis im Herbst 2002 durchgeführt. Weitere ergänzende Restaurierungsmaßnahmen erfolgten 2004. Dabei konzentrierten sich die Arbeiten auf die Reinigung des Obelisken sowie die Konservierung der steinernen Skulpturenelemente. Beschädigte Oberflächen wurden ausgebessert und originalgetreu ergänzt.
Der Brunnen befindet sich auf dem nach ihm benannten Neubrunnenplatz an der Großen Bleiche.